# Giuseppe Bergamini
Giuseppe Bergamini (Bondeno, 18 agosto 1935) è un ex calciatore italiano, di ruolo difensore.

## Caratteristiche tecniche
Giocava come terzino.

## Carriera
Soprannominato Baséf, esordisce a livello di prima squadra nella Bondenese, società della sua città natale.
Passa poi al Messina nell'estate del 1956. Nella stagione 1956-1957 esordisce all'età di 21 anni in Serie B, categoria nella quale gioca 10 partite senza segnare. Nella stagione 1957-1958 gioca invece stabilmente da titolare con la squadra siciliana, con la quale disputa altre 27 gare nella serie cadetta. Rimane in giallorosso per un'ulteriore stagione, durante la quale scende in campo in 11 partite in Serie B, categoria in cui ha giocato complessivamente 48 partite.
Nella stagione 1960-1961 disputa 15 partite in Serie C con la maglia dell'Arezzo.